# Jayal
Jayal är en ort i Indien.   Den ligger i distriktet Nāgaur och delstaten Rajasthan, i den nordvästra delen av landet, 300 km sydväst om huvudstaden New Delhi. Jayal ligger 308 meter över havet och antalet invånare är 12 218.
Terrängen runt Jayal är platt. Runt Jayal är det ganska tätbefolkat, med 108 invånare per kvadratkilometer. Det finns inga andra samhällen i närheten. Trakten runt Jayal består till största delen av jordbruksmark.